# Lista de canções gravadas por Coldplay

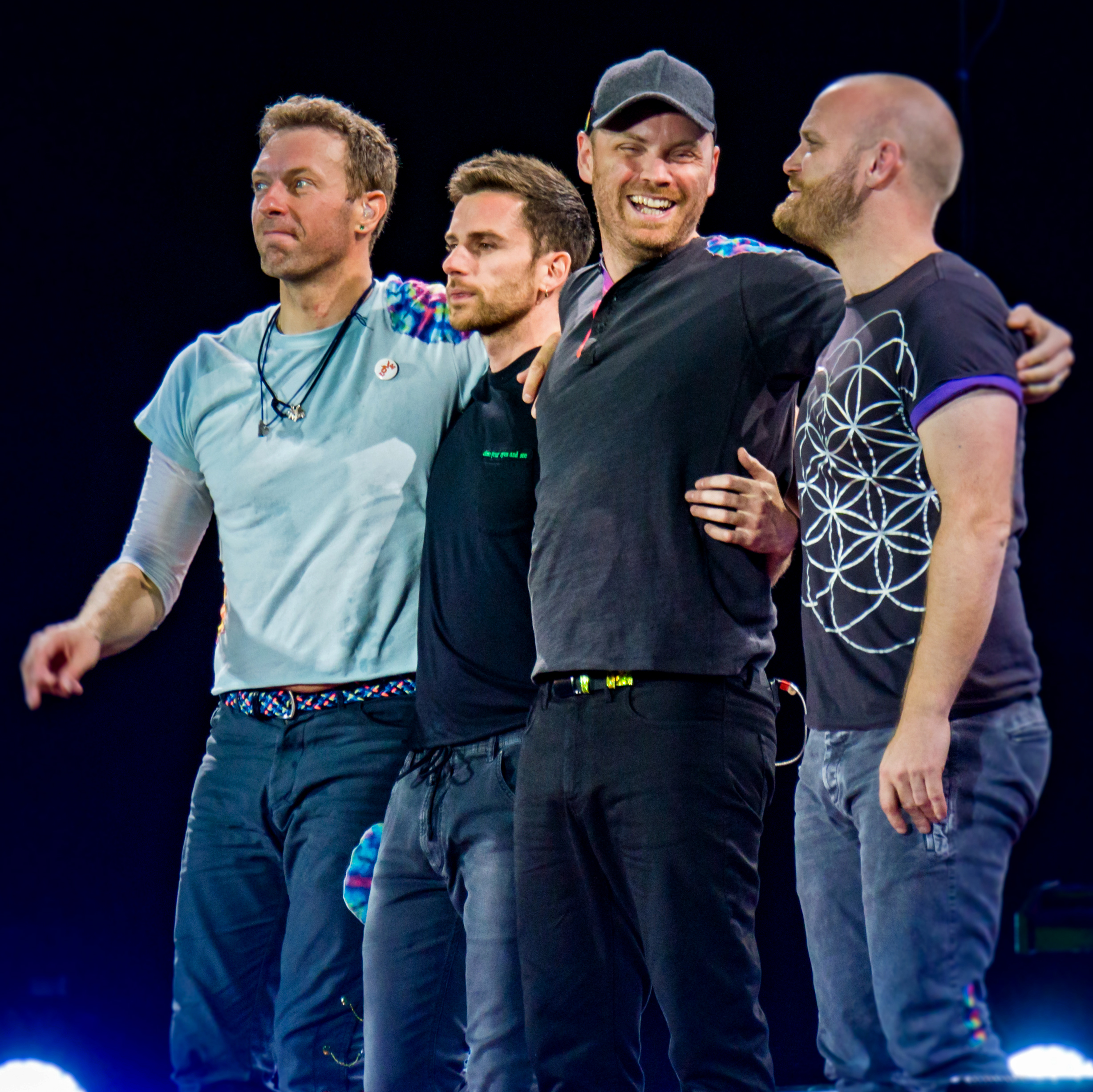
Coldplay durante show na Califórnia em 2017. E–D: Chris Martin, Guy Berryman, Jonny Buckland e Will Champion.

A banda de rock britânica Coldplay já gravou mais de 160 canções em sua carreira. Desde sua formação em 1996, Coldplay creditou todas as suas canções a todos os quatro membros do grupo. No início da carreira, a música do Coldplay era descrita como post-Britpop, tendo a banda Travis como sua principal influência. O grupo também possui um estilo de rock alternativo, reminiscente ao Oasis e Radiohead. Depois de lançarem dois extended plays (EPs), Safety (1998) e The Blue Room (1999), o grupo lançou seu álbum de estreia Parachutes em 2000, mostrando o rock alternativo, post-Britpop e indie rock do grupo ("Shiver", "Don't Panic", "Yellow"), assim como canções atmosféricas e temperamentais caracterizadas como dream pop. Comparado com seu antecessor, A Rush of Blood to the Head (2002) contém canções com mais piano ("Clocks", "The Scientist") e guitarra ("God Put a Smile upon Your Face", "A Whisper"), assim como baladas ("In My Place") e temas que refletem amor e relacionamentos.
Seu terceiro álbum X&Y (2005), é liricamente diferente de seus antecessores, refletindo sobre as "dúvidas, medos, esperanças e amores" do cantor Chris Martin. As canções do álbum também são fortemente influenciadas pela música eletrônica, com amplo uso de sintetizadores. Viva la Vida or Death and All His Friends (2008) apresenta produção de Brian Eno, que ajudou a tornar o álbum musicalmente diferente de seus antecessores. Suas canções contêm letras que tratam da morte, solidão, guerra e política, além de sons que a banda nunca havia usado antes, como orquestra ("Viva la Vida"), guitarras distorcidas ("Violet Hill") e percussão mais proeminente. No final de 2008, o grupo lançou o EP Prospekt's March, contendo seis novas canções do grupo, incluindo "Life in Technicolor II" e "Lost+", uma nova versão de "Lost!" do Viva la Vida com a participação do rapper estadunidense Jay Z. O quinto álbum do grupo, Mylo Xyloto (2011) é um álbum conceptual que conta uma história de amor sobre dois personagens chamados Mylo e Xyloto. Novamente co-produzido por Eno, suas canções envolvem pop, R&B e electronica, como fica evidente em "Paradise" e "Princess of China", esta última com vocais da cantora barbadiana Rihanna.
Seu sexto álbum, Ghost Stories (2014), apresenta o retorno a um estilo melancólico mais despojado encontrado em suas músicas mais antigas, com temas líricos de como o passado interfere no presente e relacionamentos quebrados. O álbum apresenta contribuição do produtor sueco Avicii (em "A Sky Full of Stars") e com o colaborador de longa data Jon Hopkins (em "Midnight"). Seu sétimo álbum de estúdio, A Head Full of Dreams (2015), apresenta a co-produção da dupla de produção Stargate e contém o tema abrangente de que existe um "vasto e belo mundo esperando para ser descoberto se você abrir sua mente e viver", e contém inúmeras participações especiais, incluindo Beyoncé ("Hymn for the Weekend), "Up&Up"), Tove Lo ("Fun") e Noel Gallagher ("Up&Up"). Depois de lançar Global Citizen – EP 1 em 2018 sob o nome de "Los Unidades", Coldplay lançou seu oitavo álbum Everyday Life em 2019, um álbum duplo que apresenta contribuições de Stromae e Femi Kuti, com produção do Dream Team. É descrito como o álbum mais experimental do grupo até hoje. Seu nono álbum de estúdio voltado para o pop, Music of the Spheres, foi lançado em 2021, que apresenta produção de Max Martin e artistas musicais convidados como Selena Gomez ("Let Somebody Go") e BTS ("My Universe"). O Coldplay também gravou canções para diversos EPs, trilhas sonoras de filmes e álbuns de tributo, bem como muitas canções não publicadas.

## Canções

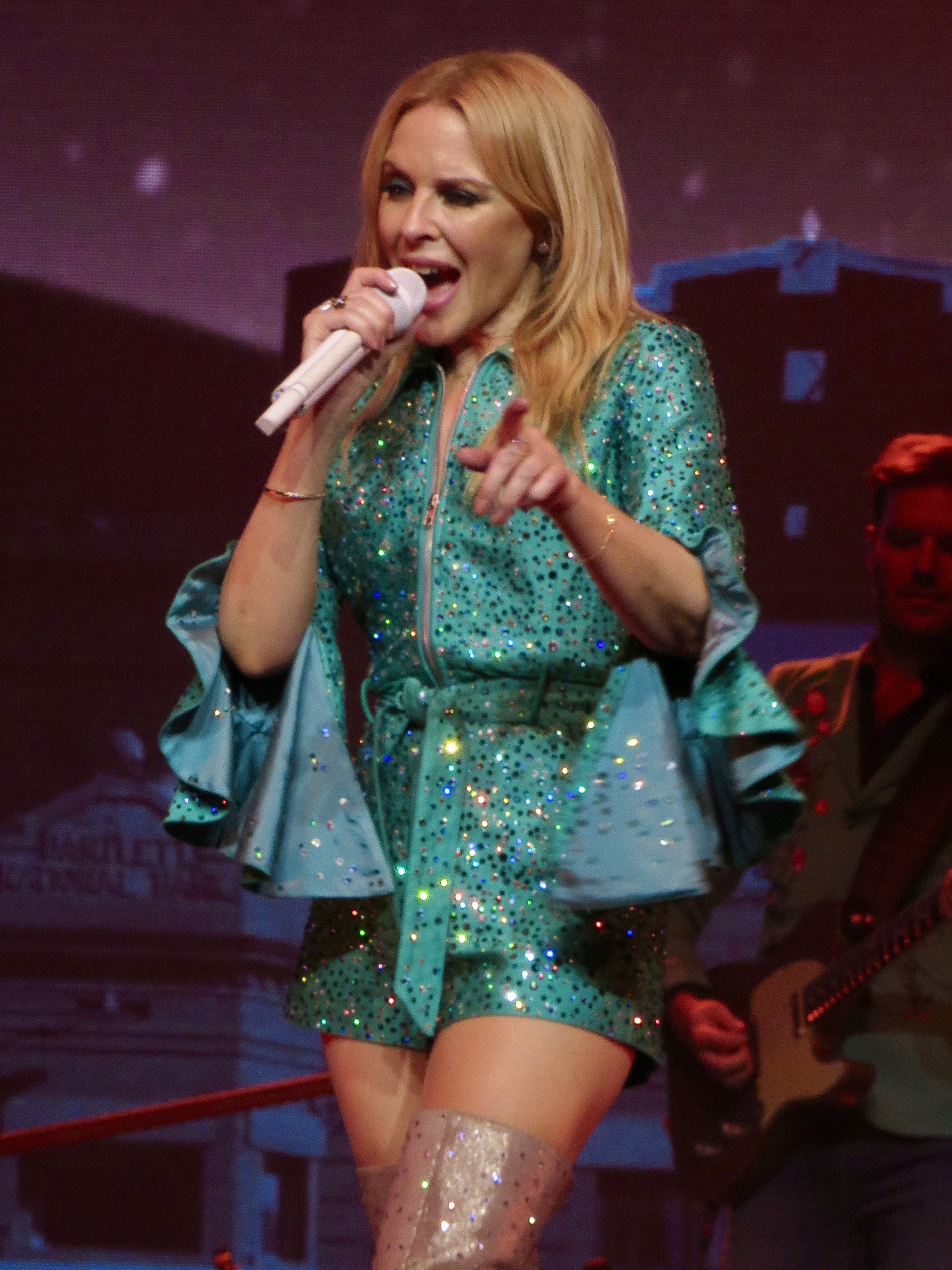
Coldplay colaborou com a cantora australiana-britânica Kylie Minogue (fotografada em 2018) para o single de caridade "Lhuna" em 2008.

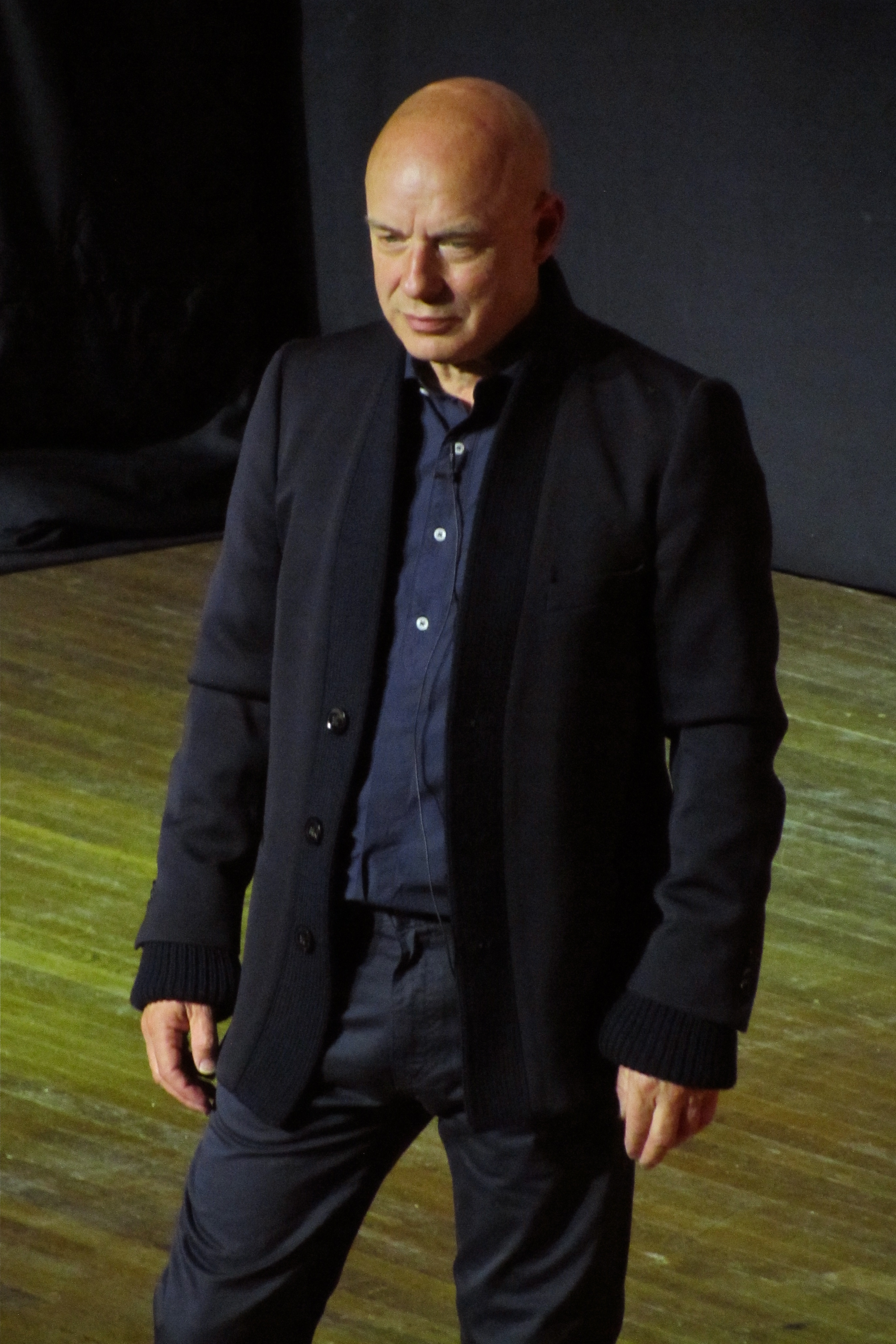
Coldplay trabalhou com o produtor Brian Eno (fotografado em 2011) nos álbuns Viva la Vida or Death and All His Friends (2008) e Mylo Xyloto (2011).

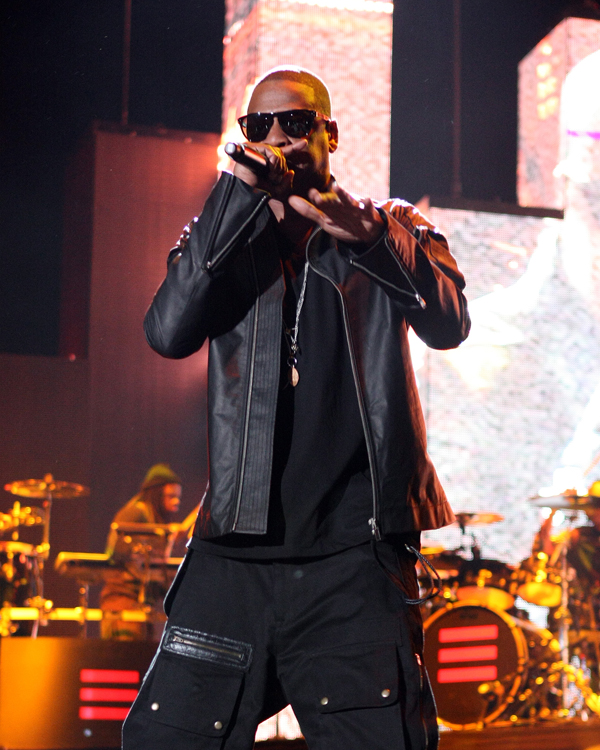
"Lost+", uma remistura de "Lost!", apresenta vocais do rapper Jay-Z (fotografado em 2010).

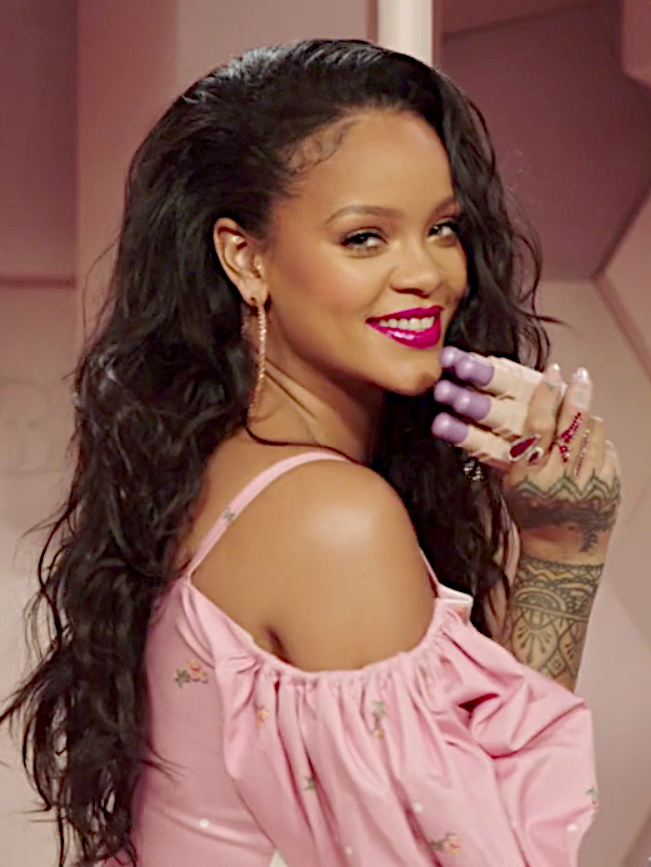
Coldplay colaborou com a cantora barbadiana Rihanna (fotografada em 2018) para a canção "Princess of China" em 2011.

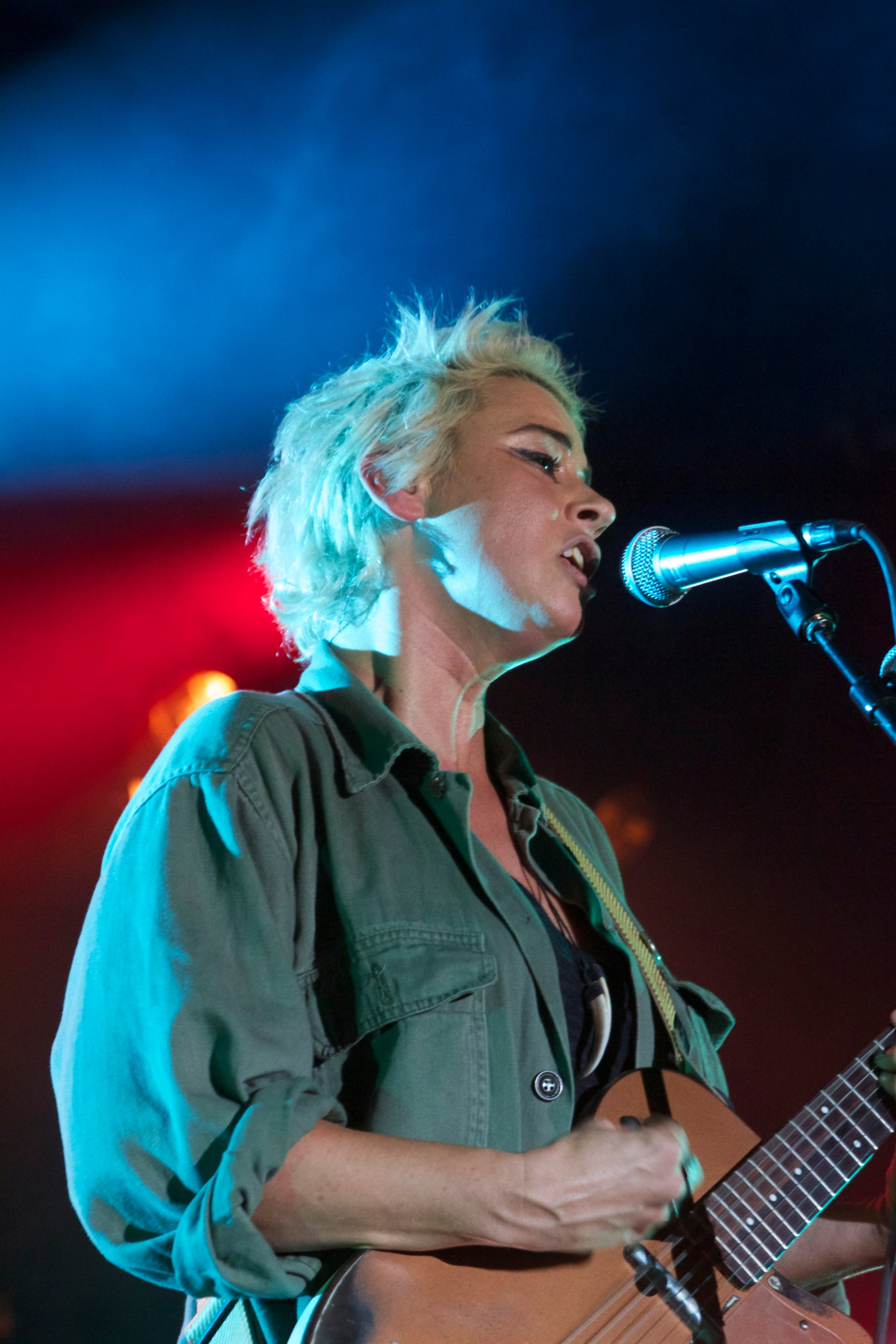
Coldplay colaborou com a cantora estadunidense Cat Power (fotografada em 2018) para a faixa-título do filme de 2014 Wish I Was Here.

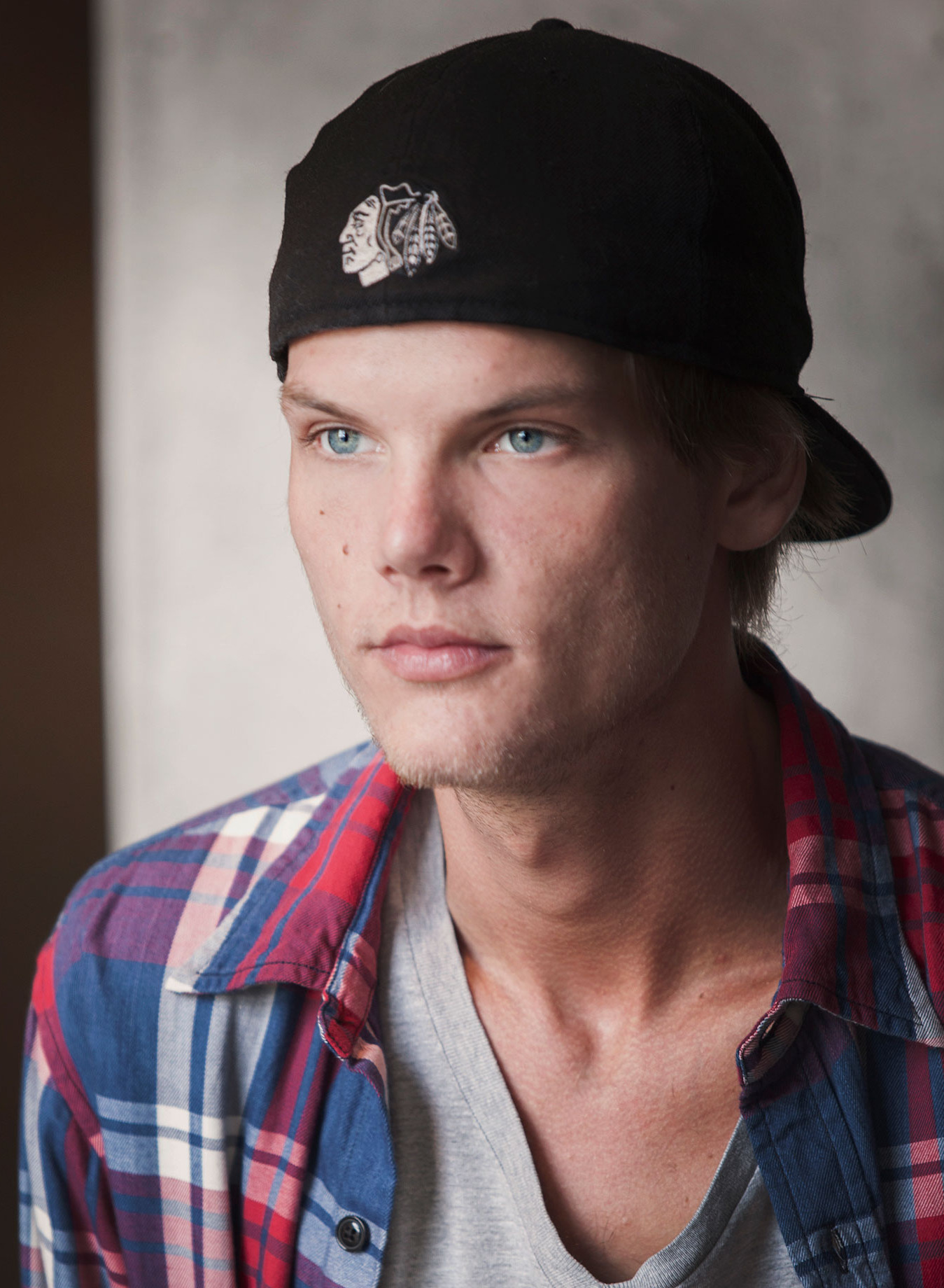
A canção "A Sky Full of Stars" apresenta produção do produtor sueco Avicii (fotografado em 2014).

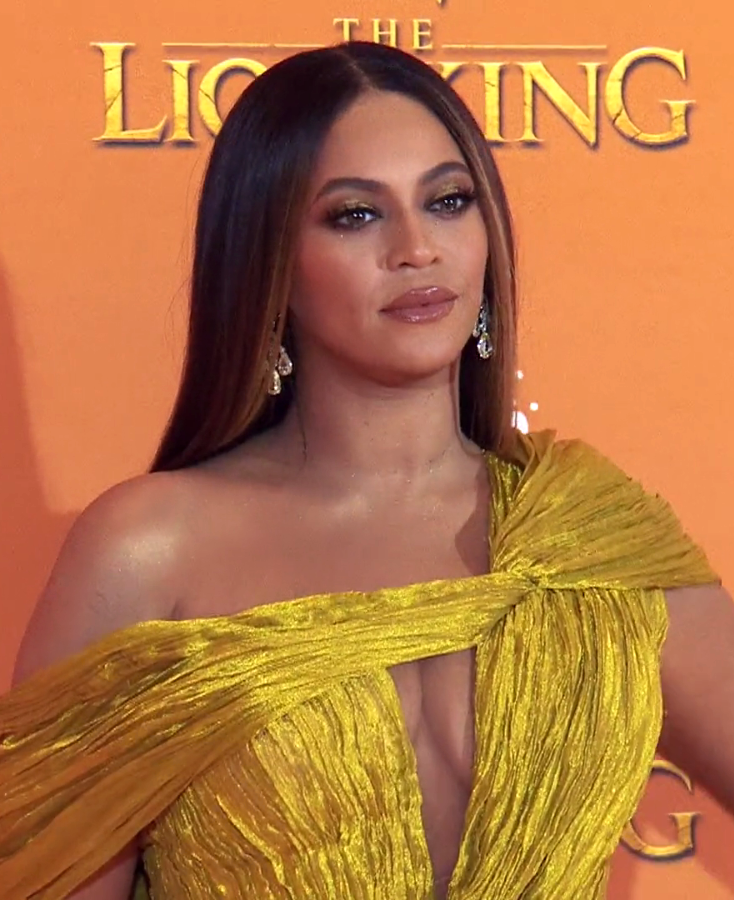
Beyoncé (fotografada em 2019) apresentou vocais convidados em "Hymn for the Weekend" e "Up&Up".

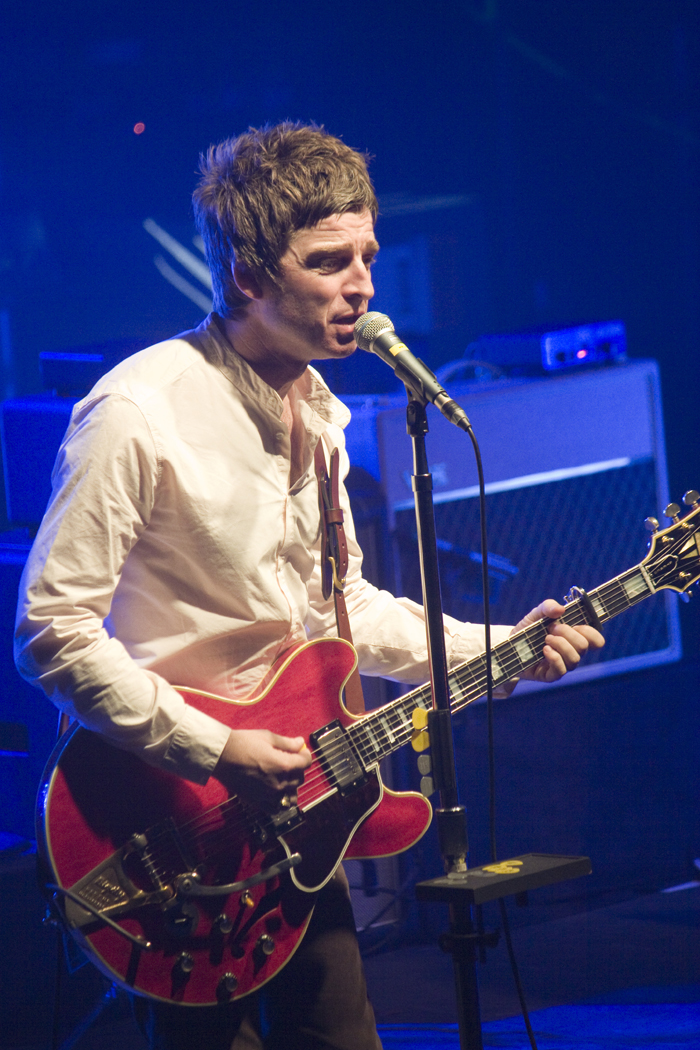
Cantor e compositor inglês Noel Gallagher (fotografado em 2012) fez um solo de guitarra em "Up&Up".

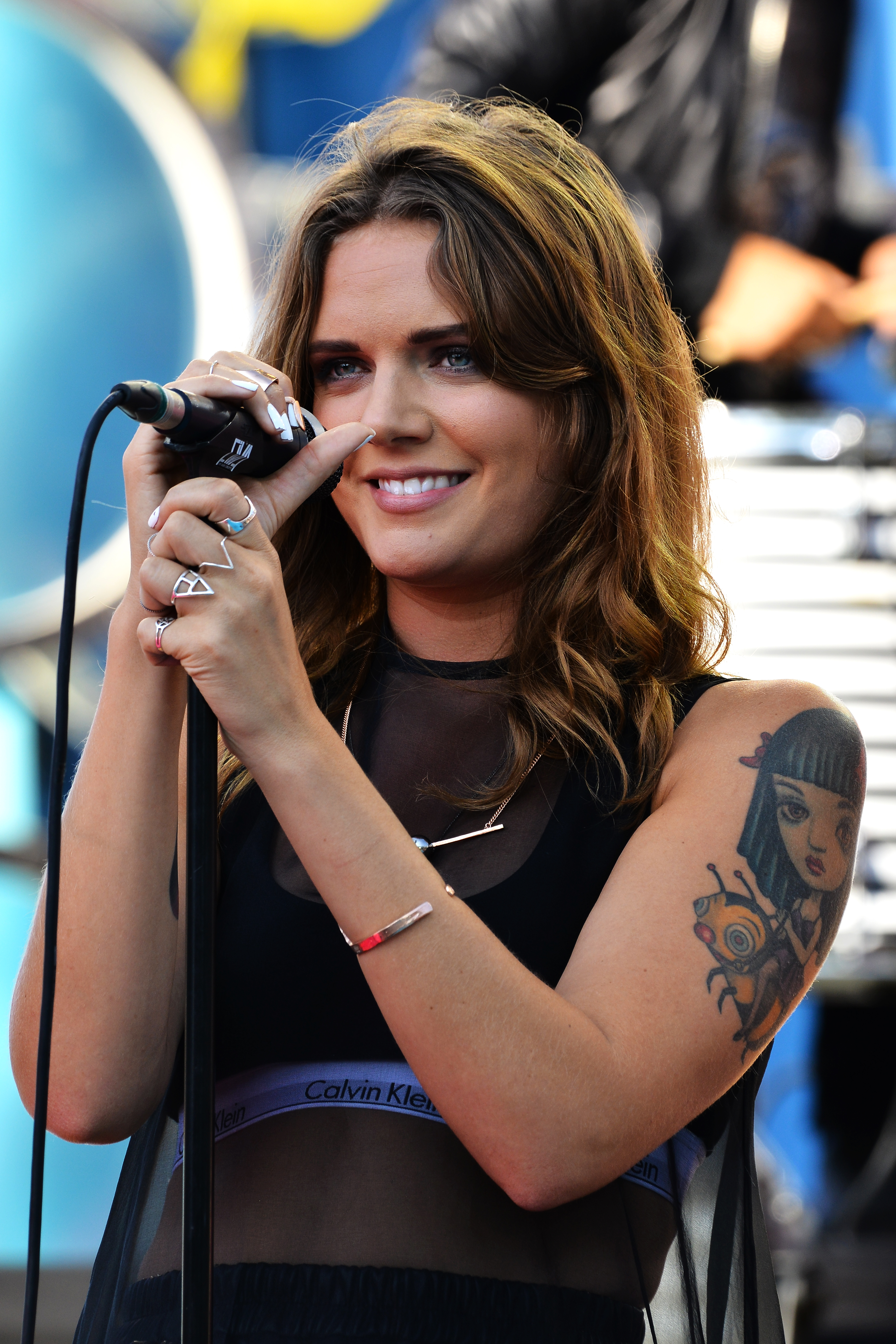
Coldplay colaborou com a cantora sueca Tove Lo (fotografada em 2014) para a canção "Fun" em 2015.

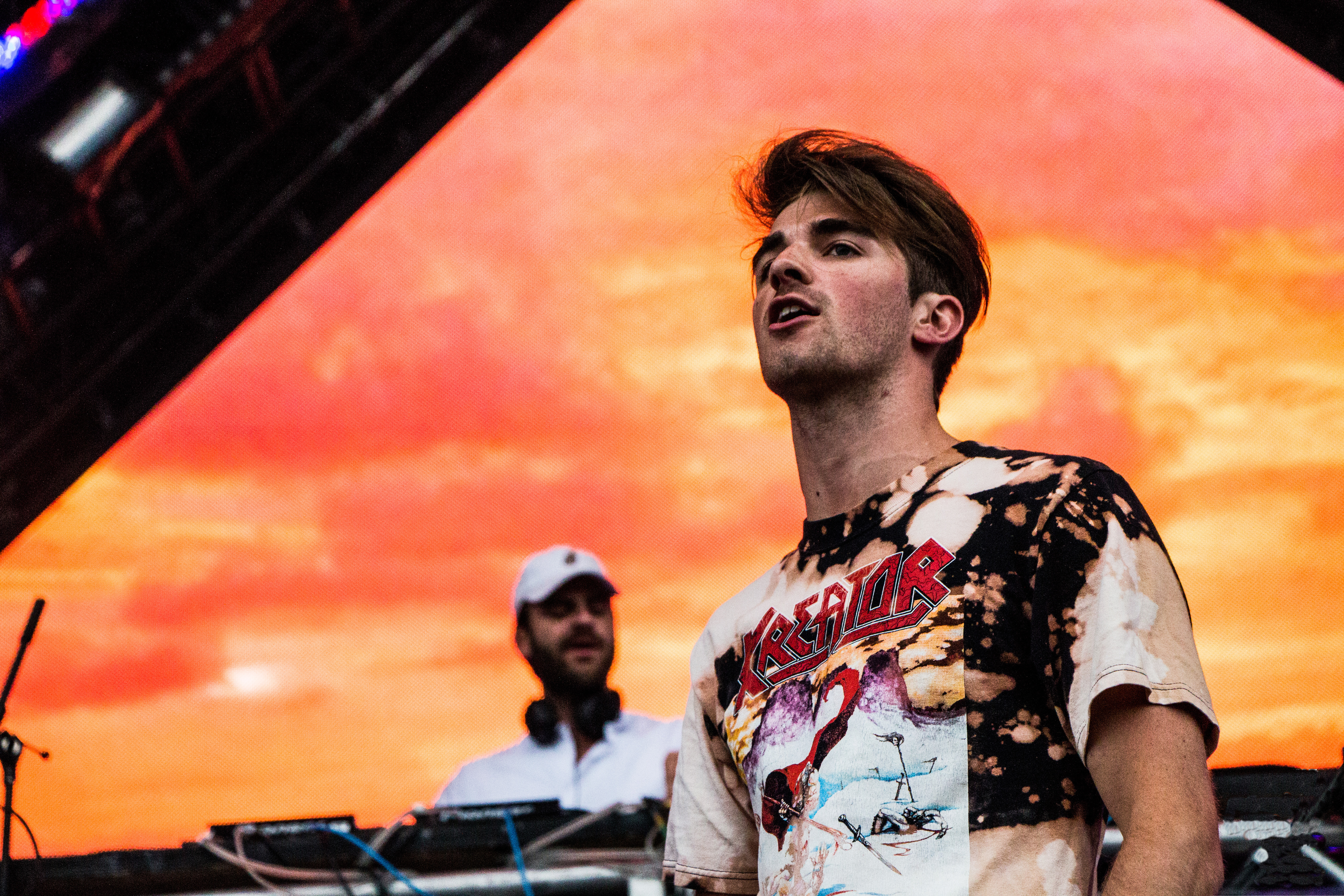
Coldplay colaborou com the Chainsmokers (fotografados em 2016) na canção "Something Just Like This" em 2016.

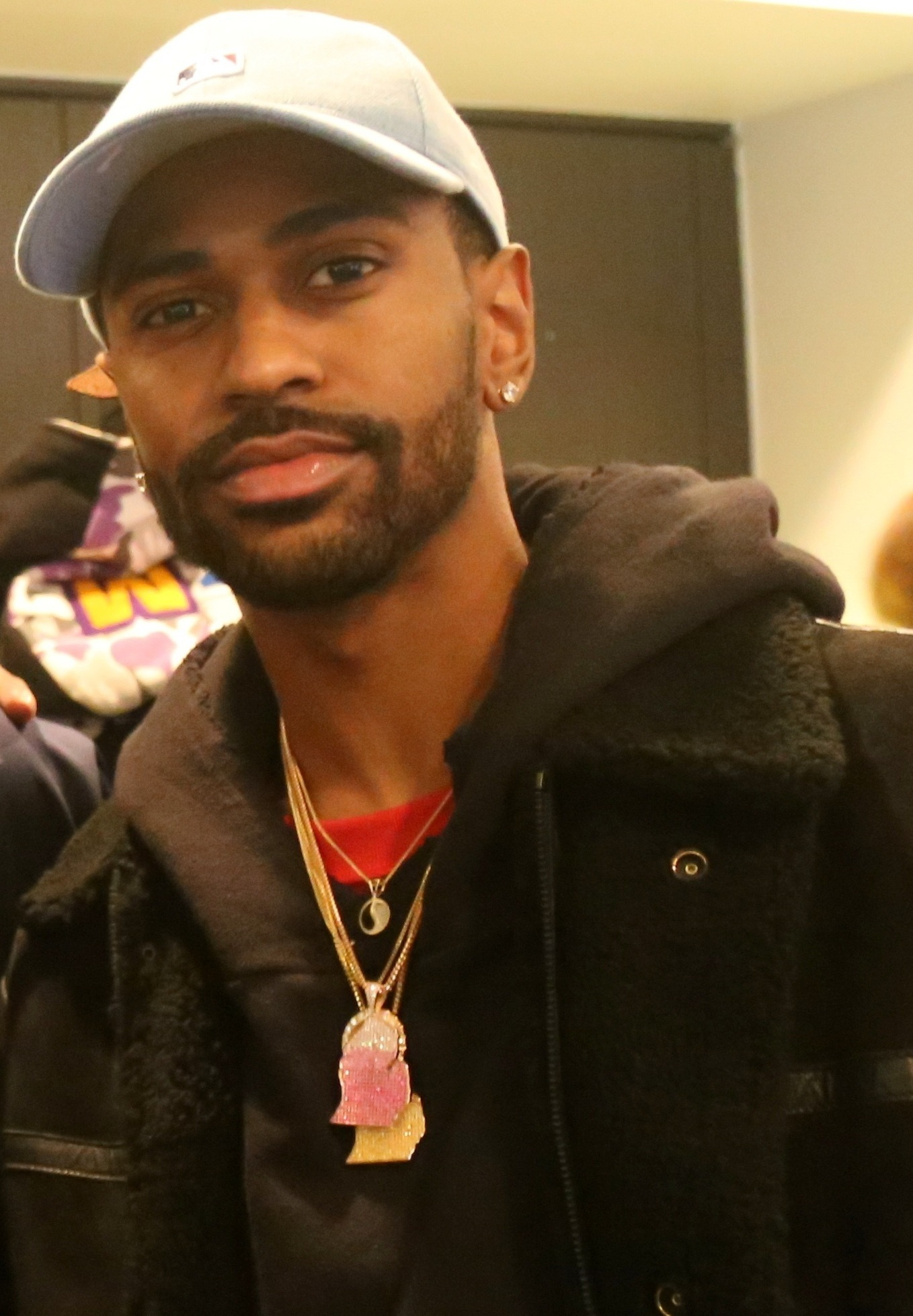
"Miracles (Someone Special)" apresenta vocais convidados do rapper Big Sean (fotografado em 2016).

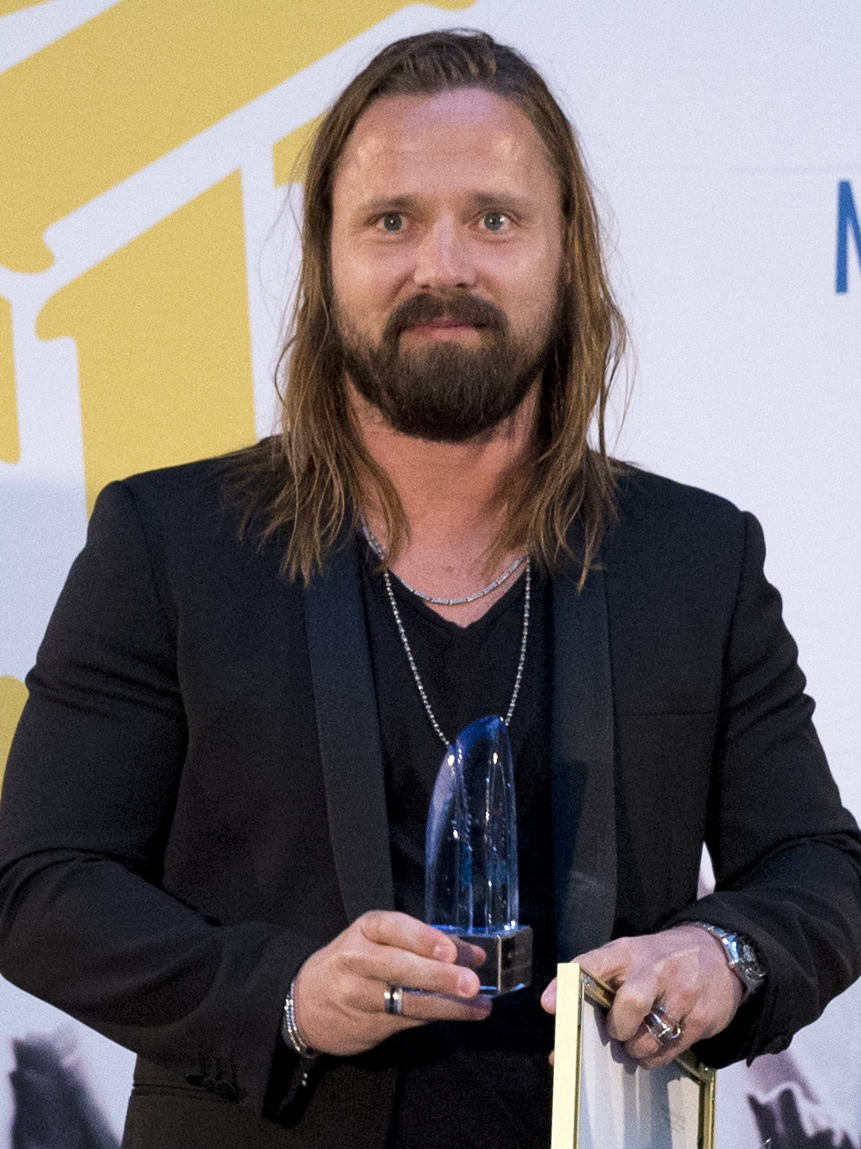
Coldplay trabalhou com o produtor Max Martin fotografado em 2015) para seu álbum Music of the Spheres (2021).

| † | Indica canção que não foi composta ou co-composta pelo Coldplay |

| Canção                                                                                     | Compositores                                                                                               | Álbum/single pertencente                                             | Ano  | Ref(s)        |
| ------------------------------------------------------------------------------------------ | --- | -------------------------------------------------------------------- | ---- | ------------- |
| "1.36"                                                                                     | Coldplay                                                                                                   | "The Scientist"                                                      | 2002 | [ 26 ]        |
| "42"                                                                                       | Coldplay                                                                                                   | Viva la Vida or Death and All His Friends                            | 2008 | [ 27 ]        |
| "2000 Miles" (cover do The Pretenders)                                                     | Chrissie Hynde †                                                                                           | Sweet Tracks                                                         | 2003 | [ 28 ]        |
| "Adventure of a Lifetime"                                                                  | Coldplay                                                                                                   | A Head Full of Dreams                                                | 2015 | [ 29 ]        |
| "Alien Choir" (estilizado como "")                                                         | Coldplay Max Martin Jon Hopkins                                                                            | Music of the Spheres                                                 | 2021 | [ 30 ]        |
| "Aliens"                                                                                   | Coldplay Brian Eno                                                                                         | Kaleidoscope                                                         | 2017 | [ 31 ]        |
| "All I Can Think About Is You"                                                             | Coldplay                                                                                                   | Kaleidoscope                                                         | 2017 | [ 31 ]        |
| "All Your Friends"                                                                         | Coldplay                                                                                                   | "A Sky Full of Stars"                                                | 2014 | [ 33 ]        |
| "Always in My Head"                                                                        | Coldplay                                                                                                   | Ghost Stories                                                        | 2014 | [ 34 ]        |
| "Amazing Day"                                                                              | Coldplay                                                                                                   | A Head Full of Dreams                                                | 2015 | [ 29 ]        |
| "Amor Argentina" (live)                                                                    | Coldplay                                                                                                   | Live in Buenos Aires                                                 | 2018 | [ 35 ]        |
| "Amsterdam"                                                                                | Coldplay                                                                                                   | A Rush of Blood to the Head                                          | 2002 | [ 36 ]        |
| "Animals"                                                                                  | Coldplay                                                                                                   | "Clocks"                                                             | 2003 | [ 37 ]        |
| "Another's Arms"                                                                           | Coldplay                                                                                                   | Ghost Stories                                                        | 2014 | [ 34 ]        |
| "Arabesque"                                                                                | Coldplay Femi Kuti Drew Goddard Paul Van Haver                                                             | Everyday Life                                                        | 2019 | [ 38 ]        |
| "Army of One"                                                                              | Coldplay                                                                                                   | A Head Full of Dreams                                                | 2015 | [ 29 ]        |
| "Atlas"                                                                                    | Coldplay                                                                                                   | The Hunger Games: Catching Fire – Original Motion Picture Soundtrack | 2013 | [ 39 ]        |
| "Bigger Stronger"                                                                          | Coldplay                                                                                                   | Safety                                                               | 1998 | [ 41 ]        |
| "Birds"                                                                                    | Coldplay                                                                                                   | A Head Full of Dreams                                                | 2015 | [ 29 ]        |
| "Biutyful"                                                                                 | Coldplay Davide Rossi Max Martin Oscar Holter                                                              | Music of the Spheres                                                 | 2021 | [ 30 ]        |
| "Brasileiros (Paulistanos / Gaúchos)" (live)                                               | Coldplay                                                                                                   | Live in São Paulo                                                    | 2018 | [ 35 ]        |
| "Broken"                                                                                   | Coldplay                                                                                                   | Everyday Life                                                        | 2019 | [ 38 ]        |
| "Brothers & Sisters"                                                                       | Coldplay                                                                                                   | Nenhum álbum/single                                                  | 1999 | [ 42 ]        |
| "Careful Where You Stand"                                                                  | Coldplay                                                                                                   | "Shiver"                                                             | 2000 | [ 43 ]        |
| "Cemeteries of London"                                                                     | Coldplay                                                                                                   | Viva la Vida or Death and All His Friends                            | 2008 | [ 27 ]        |
| "Champion of the World"                                                                    | Coldplay Andy Monaghan Scott Hutchison Simon Lidell                                                        | Everyday Life                                                        | 2019 | [ 38 ]        |
| "Charlie Brown"                                                                            | Coldplay Brian Eno                                                                                         | Mylo Xyloto                                                          | 2011 | [ 44 ]        |
| "بنی آدم"                                                                                  | Coldplay Alice Coltrane Harcourt Whyte                                                                     | Everyday Life                                                        | 2019 | [ 38 ]        |
| "Chinese Sleep Chant" (faixa escondida)                                                    | Coldplay                                                                                                   | Viva la Vida or Death and All His Friends                            | 2008 | [ 27 ] [ 45 ] |
| "Christmas Lights"                                                                         | Coldplay                                                                                                   | Nenhum álbum/single                                                  | 2010 | [ 46 ]        |
| "Church"                                                                                   | Coldplay Amjad Sabri Davide Rosse Stargate Jacob Collier Norah Shaqur                                      | Everyday Life                                                        | 2019 | [ 38 ]        |
| "Clocks"                                                                                   | Coldplay                                                                                                   | A Rush of Blood to the Head                                          | 2002 | [ 36 ]        |
| "Coloratura"                                                                               | Coldplay Max Martin Paris Strother John Metcalfe Davide Rossi                                              | Music of the Spheres                                                 | 2021 | [ 47 ]        |
| "Colour Spectrum"                                                                          | Coldplay                                                                                                   | A Head Full of Dreams                                                | 2015 | [ 29 ]        |
| "Crests of Waves"                                                                          | Coldplay                                                                                                   | "Clocks"                                                             | 2003 | [ 48 ]        |
| "Cry Cry Cry"                                                                              | Coldplay Bert Berns Jerry Ragovoy Jacob Collier                                                            | Everyday Life                                                        | 2019 | [ 38 ]        |
| "Daddy"                                                                                    | Coldplay                                                                                                   | Everyday Life                                                        | 2019 | [ 38 ]        |
| "Daylight"                                                                                 | Coldplay                                                                                                   | A Rush of Blood to the Head                                          | 2002 | [ 36 ]        |
| "De Música Ligera" (live) (cover de Soda Stereo)                                           | Gustavo Cerati Zeta Bosio †                                                                                | Live in Buenos Aires                                                 | 2018 | [ 35 ]        |
| "Death and All His Friends"                                                                | Coldplay                                                                                                   | Viva la Vida or Death and All His Friends                            | 2008 | [ 27 ]        |
| "Death Will Never Conquer"                                                                 | Coldplay                                                                                                   | "Viva la Vida"                                                       | 2008 | [ 49 ]        |
| "Don't Let It Break Your Heart"                                                            | Coldplay Brian Eno                                                                                         | Mylo Xyloto                                                          | 2011 | [ 44 ]        |
| "Don't Panic"                                                                              | Coldplay                                                                                                   | The Blue Room                                                        | 1999 | [ 40 ]        |
| "E-Lo" (com Jozzy) (Los Unidades & Pharrell Williams)                                      | Coldplay Jocelyn Donaldson Letta Mbulu                                                                     | Global Citizen – EP 1                                                | 2018 | [ 51 ] [ 21 ] |
| "Easy to Please"                                                                           | Coldplay                                                                                                   | "Brothers & Sisters"                                                 | 1999 | [ 42 ]        |
| "Èkó"                                                                                      | Coldplay                                                                                                   | Everyday Life                                                        | 2019 | [ 38 ]        |
| "End Credits" (live)                                                                       | Coldplay                                                                                                   | Live in Buenos Aires                                                 | 2018 | [ 35 ]        |
| "The Escapist" (faixa escondida)                                                           | Coldplay Jon Hopkins                                                                                       | Viva la Vida or Death and All His Friends                            | 2008 | [ 27 ] [ 45 ] |
| "Everglow"                                                                                 | Coldplay                                                                                                   | A Head Full of Dreams                                                | 2015 | [ 29 ]        |
| "Every Teardrop Is a Waterfall"                                                            | Coldplay Brian Eno Peter Allen Adrienne Anderson Harry Castioni Alex Christensen Bela Lagonda Jeff Wycombe | Mylo Xyloto                                                          | 2011 | [ 44 ]        |
| "Everyday Life"                                                                            | Coldplay John Metcalfe                                                                                     | Everyday Life                                                        | 2019 | [ 38 ]        |
| "Everything's Not Lost"                                                                    | Coldplay                                                                                                   | Parachutes                                                           | 2000 | [ 50 ]        |
| "Fix You"                                                                                  | Coldplay                                                                                                   | X&Y                                                                  | 2005 | [ 52 ]        |
| "Flags"                                                                                    | Coldplay                                                                                                   | Everyday Life (Japanese bonus track)                                 | 2019 | [ 53 ]        |
| "Fly On" (faixa escondida)                                                                 | Coldplay                                                                                                   | Ghost Stories                                                        | 2014 | [ 34 ] [ 54 ] |
| "For You"                                                                                  | Coldplay                                                                                                   | "Shiver"                                                             | 2000 | [ 43 ]        |
| "Fun" (com Tove Lo)                                                                        | Coldplay                                                                                                   | A Head Full of Dreams                                                | 2015 | [ 29 ]        |
| "Ghost Story"                                                                              | Coldplay                                                                                                   | "A Sky Full of Stars"                                                | 2014 | [ 33 ]        |
| "Glass of Water"                                                                           | Coldplay                                                                                                   | Prospekt's March                                                     | 2008 | [ 55 ]        |
| "God Put a Smile upon Your Face"                                                           | Coldplay                                                                                                   | A Rush of Blood to the Head                                          | 2002 | [ 36 ]        |
| "The Goldrush"                                                                             | Coldplay                                                                                                   | "Life in Technicolor II"                                             | 2009 | [ 56 ]        |
| "Gravity"                                                                                  | Coldplay                                                                                                   | "Talk"                                                               | 2005 | [ 57 ]        |
| "Green Eyes"                                                                               | Coldplay                                                                                                   | A Rush of Blood to the Head                                          | 2002 | [ 36 ]        |
| "Guns"                                                                                     | Coldplay                                                                                                   | Everyday Life                                                        | 2019 | [ 38 ]        |
| "The Hardest Part"                                                                         | Coldplay                                                                                                   | X&Y                                                                  | 2005 | [ 52 ]        |
| "Have Yourself a Merry Little Christmas" (cover de Judy Garland)                           | Hugh Martin †                                                                                              | Mince Spies                                                          | 2001 | [ 58 ]        |
| "A Head Full of Dreams"                                                                    | Coldplay                                                                                                   | A Head Full of Dreams                                                | 2015 | [ 29 ]        |
| "Help Is Round the Corner"                                                                 | Coldplay                                                                                                   | "Yellow"                                                             | 2000 | [ 59 ]        |
| "High Speed"                                                                               | Coldplay                                                                                                   | The Blue Room                                                        | 1999 | [ 40 ] [ 50 ] |
| "Higher Power"                                                                             | Coldplay Max Martin Federico Vindver Denise Carite                                                         | Music of the Spheres                                                 | 2021 | [ 60 ]        |
| "A Hopeful Transmission"                                                                   | Coldplay Brian Eno                                                                                         | Mylo Xyloto                                                          | 2011 | [ 44 ]        |
| "How You See the World"                                                                    | Coldplay                                                                                                   | X&Y                                                                  | 2005 | [ 62 ]        |
| "Humankind"                                                                                | Coldplay Federico Vindver Daniel Green Jon Hopkins Max Martin Oscar Holter                                 | Music of the Spheres                                                 | 2021 | [ 30 ]        |
| "Human Heart" (estilizado como "") (com We Are King e Jacob Collier)                       | Coldplay Max Martin Jacob Collier Paris Strother Amber Strother                                            | Music of the Spheres                                                 | 2021 | [ 30 ]        |
| "Hurts Like Heaven"                                                                        | Coldplay Brian Eno                                                                                         | Mylo Xyloto                                                          | 2011 | [ 44 ]        |
| "Hymn for the Weekend"                                                                     | Coldplay                                                                                                   | A Head Full of Dreams                                                | 2015 | [ 29 ]        |
| "Hypnotised"                                                                               | Coldplay                                                                                                   | Kaleidoscope                                                         | 2017 | [ 31 ]        |
| "I Bloom Blaum"                                                                            | Coldplay                                                                                                   | "In My Place"                                                        | 2002 | [ 63 ]        |
| "I Ran Away"                                                                               | Coldplay                                                                                                   | "The Scientist"                                                      | 2002 | [ 26 ]        |
| "In My Place"                                                                              | Coldplay                                                                                                   | A Rush of Blood to the Head                                          | 2002 | [ 36 ]        |
| "Infinity Sign" (estilizado como "")                                                       | Coldplay Jon Hopkins Max Martin                                                                            | Music of the Spheres                                                 | 2021 | [ 30 ]        |
| "Ink"                                                                                      | Coldplay                                                                                                   | Ghost Stories                                                        | 2014 | [ 34 ]        |
| "Kaleidoscope"                                                                             | Coldplay                                                                                                   | A Head Full of Dreams                                                | 2015 | [ 29 ]        |
| "Let Somebody Go" (com Selena Gomez)                                                       | Coldplay Apple Martin Olivia Waithe Max Martin Bill Rahko Oscar Holter Leland Wayne                        | Music of the Spheres                                                 | 2021 | [ 30 ]        |
| "Lhuna" (com Kylie Minogue)                                                                | Coldplay                                                                                                   | Single de caridade                                                   | 2008 | [ 64 ]        |
| "Life in Technicolor"                                                                      | Coldplay Jon Hopkins                                                                                       | Viva la Vida or Death and All His Friends                            | 2008 | [ 27 ]        |
| "Life in Technicolor ii"                                                                   | Coldplay                                                                                                   | Prospekt's March                                                     | 2008 | [ 55 ]        |
| "Life Is for Living" (faixa escondida)                                                     | Coldplay                                                                                                   | Parachutes                                                           | 2000 | [ 50 ] [ 65 ] |
| "Lips Like Sugar" (live) (cover de Echo & the Bunnymen)                                    | Will Sergeant Ian McCulloch Les Pattinson Pete de Freitas †                                                | "The Scientist" (DVD single)                                         | 2002 | [ 66 ]        |
| "Lost!"                                                                                    | Coldplay                                                                                                   | Viva la Vida or Death and All His Friends                            | 2008 | [ 27 ]        |
| "Lovers in Japan"                                                                          | Coldplay                                                                                                   | Viva la Vida or Death and All His Friends                            | 2008 | [ 27 ]        |
| "Low"                                                                                      | Coldplay                                                                                                   | X&Y                                                                  | 2005 | [ 52 ]        |
| "Magic"                                                                                    | Coldplay                                                                                                   | Ghost Stories                                                        | 2014 | [ 34 ]        |
| "Major Minus"                                                                              | Coldplay Brian Eno                                                                                         | Mylo Xyloto                                                          | 2011 | [ 44 ]        |
| "A Message"                                                                                | Coldplay                                                                                                   | X&Y                                                                  | 2005 | [ 52 ]        |
| "Midnight"                                                                                 | Coldplay Jon Hopkins                                                                                       | Ghost Stories                                                        | 2014 | [ 34 ]        |
| "Miracles"                                                                                 | Coldplay                                                                                                   | Unbroken – Original Motion Picture Soundtrack                        | 2014 | [ 70 ]        |
| "Miracles (Someone Special)" (com Big Sean)                                                | Coldplay Sean Anderson                                                                                     | Kaleidoscope                                                         | 2017 | [ 31 ]        |
| "M.M.I.X."                                                                                 | Coldplay Brian Eno                                                                                         | Mylo Xyloto                                                          | 2011 | [ 44 ]        |
| "Mooie Ellebogen" (live)                                                                   | Coldplay                                                                                                   | "Clocks"                                                             | 2003 | [ 71 ]        |
| "Moses" (live)                                                                             | Coldplay                                                                                                   | Live 2003                                                            | 2003 | [ 72 ]        |
| "Moving to Mars"                                                                           | Coldplay Brian Eno                                                                                         | "Every Teardrop Is a Waterfall"                                      | 2011 | [ 73 ]        |
| "Murder"                                                                                   | Coldplay                                                                                                   | "God Put a Smile upon Your Face"                                     | 2003 | [ 74 ]        |
| "Music of the Spheres" (estilizado como "")                                                | Coldplay Max Martin                                                                                        | Music of the Spheres                                                 | 2021 | [ 30 ]        |
| "Music of the Spheres II" (estilizado como "")                                             | Coldplay Rik Simpson Daniel Green Federico Vindver Max Martin Bill Rahko                                   | Music of the Spheres                                                 | 2021 | [ 30 ]        |
| "My Universe" (com BTS)                                                                    | Coldplay Max Martin Bill Rahko Oscar Holter Suga J-Hope RM                                                 | Music of the Spheres                                                 | 2021 | [ 30 ]        |
| "Mylo Xyloto"                                                                              | Coldplay Brian Eno                                                                                         | Mylo Xyloto                                                          | 2011 | [ 44 ]        |
| "No More Keeping My Feet on the Ground"                                                    | Coldplay                                                                                                   | Safety                                                               | 1998 | [ 41 ]        |
| "Now My Feet Won't Touch the Ground"                                                       | Coldplay                                                                                                   | Prospekt's March                                                     | 2008 | [ 55 ]        |
| "O"                                                                                        | Coldplay                                                                                                   | Ghost Stories                                                        | 2014 | [ 34 ]        |
| "O (Reprise)"                                                                              | Coldplay                                                                                                   | "A Sky Full of Stars"                                                | 2014 | [ 33 ]        |
| "Oceans"                                                                                   | Coldplay                                                                                                   | Ghost Stories                                                        | 2014 | [ 34 ]        |
| "Ode to Deodorant" (Creditado como "The Coldplay")                                         | Coldplay                                                                                                   | "Ode to Deodorant" (single cassete)                                  | 1998 | [ 75 ]        |
| "Old Friends"                                                                              | Coldplay                                                                                                   | Everyday Life                                                        | 2019 | [ 38 ]        |
| "One I Love"                                                                               | Coldplay                                                                                                   | "In My Place"                                                        | 2002 | [ 63 ]        |
| "Only Superstition"                                                                        | Coldplay                                                                                                   | "Brothers & Sisters"                                                 | 1998 | [ 42 ]        |
| "Orphans"                                                                                  | Coldplay Moses Martin                                                                                      | Everyday Life                                                        | 2019 | [ 38 ]        |
| "Parachutes"                                                                               | Coldplay                                                                                                   | Parachutes                                                           | 2000 | [ 50 ]        |
| "Paradise"                                                                                 | Coldplay Brian Eno                                                                                         | Mylo Xyloto                                                          | 2011 | [ 44 ]        |
| "People of the Pride"                                                                      | Coldplay Max Martin Bill Rahko Derek Dixie Samuel Falson Jesse Rogg                                        | Music of the Spheres                                                 | 2021 | [ 30 ]        |
| "Politik"                                                                                  | Coldplay                                                                                                   | A Rush of Blood to the Head                                          | 2002 | [ 36 ]        |
| "Poppyfields"                                                                              | Coldplay                                                                                                   | Prospekt's March                                                     | 2008 | [ 55 ]        |
| "Postcards from Far Away"                                                                  | Coldplay                                                                                                   | Prospekt's March                                                     | 2008 | [ 55 ]        |
| "Pour Me" (live)                                                                           | Coldplay                                                                                                   | "Fix You"                                                            | 2005 | [ 76 ]        |
| "Princess of China" (com Rihanna)                                                          | Coldplay Brian Eno                                                                                         | Mylo Xyloto                                                          | 2011 | [ 44 ]        |
| "Proof"                                                                                    | Coldplay                                                                                                   | "Speed of Sound"                                                     | 2005 | [ 77 ]        |
| "Prospekt's March"                                                                         | Coldplay                                                                                                   | Prospekt's March                                                     | 2008 | [ 55 ]        |
| "Rainy Day"                                                                                | Coldplay                                                                                                   | Prospekt's March                                                     | 2008 | [ 55 ]        |
| "Reign of Love"                                                                            | Coldplay                                                                                                   | Viva la Vida or Death and All His Friends                            | 2008 | [ 27 ]        |
| "A Rush of Blood to the Head"                                                              | Coldplay                                                                                                   | A Rush of Blood to the Head                                          | 2002 | [ 36 ]        |
| "The Scientist"                                                                            | Coldplay                                                                                                   | A Rush of Blood to the Head                                          | 2002 | [ 36 ]        |
| "See You Soon"                                                                             | Coldplay                                                                                                   | The Blue Room                                                        | 1999 | [ 40 ]        |
| "Shiver"                                                                                   | Coldplay                                                                                                   | Parachutes                                                           | 2000 | [ 50 ]        |
| "A Sky Full of Stars"                                                                      | Coldplay Tim Bergling                                                                                      | Ghost Stories                                                        | 2014 | [ 34 ]        |
| "Sleeping Sun"                                                                             | Coldplay                                                                                                   | "Talk"                                                               | 2005 | [ 78 ]        |
| "Sparks"                                                                                   | Coldplay                                                                                                   | Parachutes                                                           | 2000 | [ 50 ]        |
| "Speed of Sound"                                                                           | Coldplay                                                                                                   | X&Y                                                                  | 2005 | [ 52 ]        |
| "A Spell a Rebel Yell"                                                                     | Coldplay                                                                                                   | "Violet Hill"                                                        | 2008 | [ 79 ]        |
| "Something Just Like This" (com The Chainsmokers)                                          | Coldplay Andrew Taggart                                                                                    | Kaleidoscope                                                         | 2017 | [ 31 ]        |
| "Spies"                                                                                    | Coldplay                                                                                                   | Parachutes                                                           | 2000 | [ 50 ]        |
| "Square One"                                                                               | Coldplay                                                                                                   | X&Y                                                                  | 2005 | [ 52 ]        |
| "Strawberry Swing"                                                                         | Coldplay                                                                                                   | Viva la Vida or Death and All His Friends                            | 2008 | [ 27 ]        |
| "Such a Rush"                                                                              | Coldplay                                                                                                   | Safety                                                               | 1998 | [ 41 ]        |
| "Sunrise"                                                                                  | Coldplay Davide Rossi                                                                                      | Everyday Life                                                        | 2019 | [ 38 ]        |
| "Swallowed in the Sea"                                                                     | Coldplay                                                                                                   | X&Y                                                                  | 2005 | [ 52 ]        |
| "Talk"                                                                                     | Coldplay Ralf Hütter Karl Bartos Emil Schult                                                               | X&Y                                                                  | 2005 | [ 52 ]        |
| "Things I Don't Understand"                                                                | Coldplay                                                                                                   | "Speed of Sound"                                                     | 2005 | [ 77 ]        |
| "Til Kingdom Come" (faixa escondida)                                                       | Coldplay                                                                                                   | X&Y                                                                  | 2005 | [ 52 ]        |
| "Timbuktu" (com Stormzy & Jess Kent) (Cassper Nyovest & Los Unidades)                      | Coldplay Caiphus Semenya Clarence Charles Michael Owuo Jr.                                                 | Global Citizen – EP 1                                                | 2018 | [ 51 ] [ 21 ] |
| "Trouble"                                                                                  | Coldplay                                                                                                   | Parachutes                                                           | 2000 | [ 50 ]        |
| "Trouble in Town"                                                                          | Coldplay                                                                                                   | Everyday Life                                                        | 2019 | [ 38 ]        |
| "True Love"                                                                                | Coldplay                                                                                                   | Ghost Stories                                                        | 2014 | [ 34 ]        |
| "Twisted Logic"                                                                            | Coldplay                                                                                                   | X&Y                                                                  | 2005 | [ 52 ]        |
| "U.F.O."                                                                                   | Coldplay Brian Eno                                                                                         | Mylo Xyloto                                                          | 2011 | [ 44 ]        |
| "Up in Flames"                                                                             | Coldplay Brian Eno                                                                                         | Mylo Xyloto                                                          | 2011 | [ 44 ]        |
| "Up with the Birds"                                                                        | Coldplay Brian Eno Leonard Cohen                                                                           | Mylo Xyloto                                                          | 2011 | [ 44 ]        |
| "Up & Up"                                                                                  | Coldplay                                                                                                   | A Head Full of Dreams                                                | 2015 | [ 29 ]        |
| "Us Against the World"                                                                     | Coldplay Brian Eno                                                                                         | Mylo Xyloto                                                          | 2011 | [ 44 ]        |
| "Violet Hill"                                                                              | Coldplay                                                                                                   | Viva la Vida or Death and All His Friends                            | 2008 | [ 27 ]        |
| "Viva la Vida"                                                                             | Coldplay                                                                                                   | Viva la Vida or Death and All His Friends                            | 2008 | [ 27 ]        |
| "Voodoo" (com Tiwa Savage, Wizkid, Danny Ocean and David Guetta) (Stargate & Los Unidades) | Coldplay Tiwa Savage Wizkid Daniel Morales David Guetta Mikkel S. Eriksen Tor Erik Hermansen               | Global Citizen – EP 1                                                | 2018 | [ 51 ] [ 21 ] |
| "Warning Sign"                                                                             | Coldplay                                                                                                   | A Rush of Blood to the Head                                          | 2002 | [ 36 ]        |
| "We All Fall in Love Sometimes" (cover de Elton John)                                      | Elton John Bernie Taupin †                                                                                 | Revamp: Reimagining the Songs of Elton John & Bernie Taupin          | 2018 | [ 80 ]        |
| "We Can Work It Out" (cover do The Beatles)                                                | John Lennon Paul McCartney †                                                                               | A MusiCares Tribute to Paul McCartney                                | 2015 | [ 81 ]        |
| "We Never Change"                                                                          | Coldplay                                                                                                   | Parachutes                                                           | 2000 | [ 50 ]        |
| "What If"                                                                                  | Coldplay                                                                                                   | X&Y                                                                  | 2005 | [ 52 ]        |
| "When I Need a Friend"                                                                     | Coldplay                                                                                                   | Everyday Life                                                        | 2019 | [ 38 ]        |
| "A Whisper"                                                                                | Coldplay                                                                                                   | A Rush of Blood to the Head                                          | 2002 | [ 36 ]        |
| "White Shadows"                                                                            | Coldplay                                                                                                   | X&Y                                                                  | 2005 | [ 52 ]        |
| "Wish I Was Here" (com Cat Power)                                                          | Coldplay                                                                                                   | Wish I Was Here (trilha sonora)                                      | 2014 | [ 82 ]        |
| "The World Turned Upside Down"                                                             | Coldplay                                                                                                   | "Fix You"                                                            | 2005 | [ 76 ]        |
| "WOTW / POTP"                                                                              | Coldplay                                                                                                   | Everyday Life                                                        | 2019 | [ 38 ]        |
| "X Marks the Spot" (faixa escondida)                                                       | Coldplay                                                                                                   | A Head Full of Dreams                                                | 2015 | [ 29 ]        |
| "X&Y"                                                                                      | Coldplay                                                                                                   | X&Y                                                                  | 2005 | [ 52 ]        |
| "Yellow"                                                                                   | Coldplay                                                                                                   | Parachutes                                                           | 2000 | [ 50 ]        |
| "Yes"                                                                                      | Coldplay                                                                                                   | Viva la Vida or Death and All His Friends                            | 2008 | [ 27 ]        |
| "You Only Live Twice" (live) (cover de Nancy Sinatra)                                      | Leslie Bricusse John Barry †                                                                               | "Don't Panic"                                                        | 2001 | [ 83 ]        |